# 克里斯蒂娜館
克里斯蒂娜館是一座位於挪威利勒哈默爾的體育館。它包括一個滑冰場、一個手球與福樂球的綜合場地和一個冰壺場。

## 承租人和事件
體育館正式開幕於1988年12月12日，首場賽事為挪威對上西德的冰球賽。利勒哈默爾主辦2016年冬季青年奧林匹克運動會，克里斯蒂娜館將使用來舉辦冰球和冰壺賽事。這涉及到冰壺場的擴建，以符合國際標準，包括觀眾席的擴建。

## 外部連結
- 官方网站 （挪威文）